# Referendum in Germania del 1934

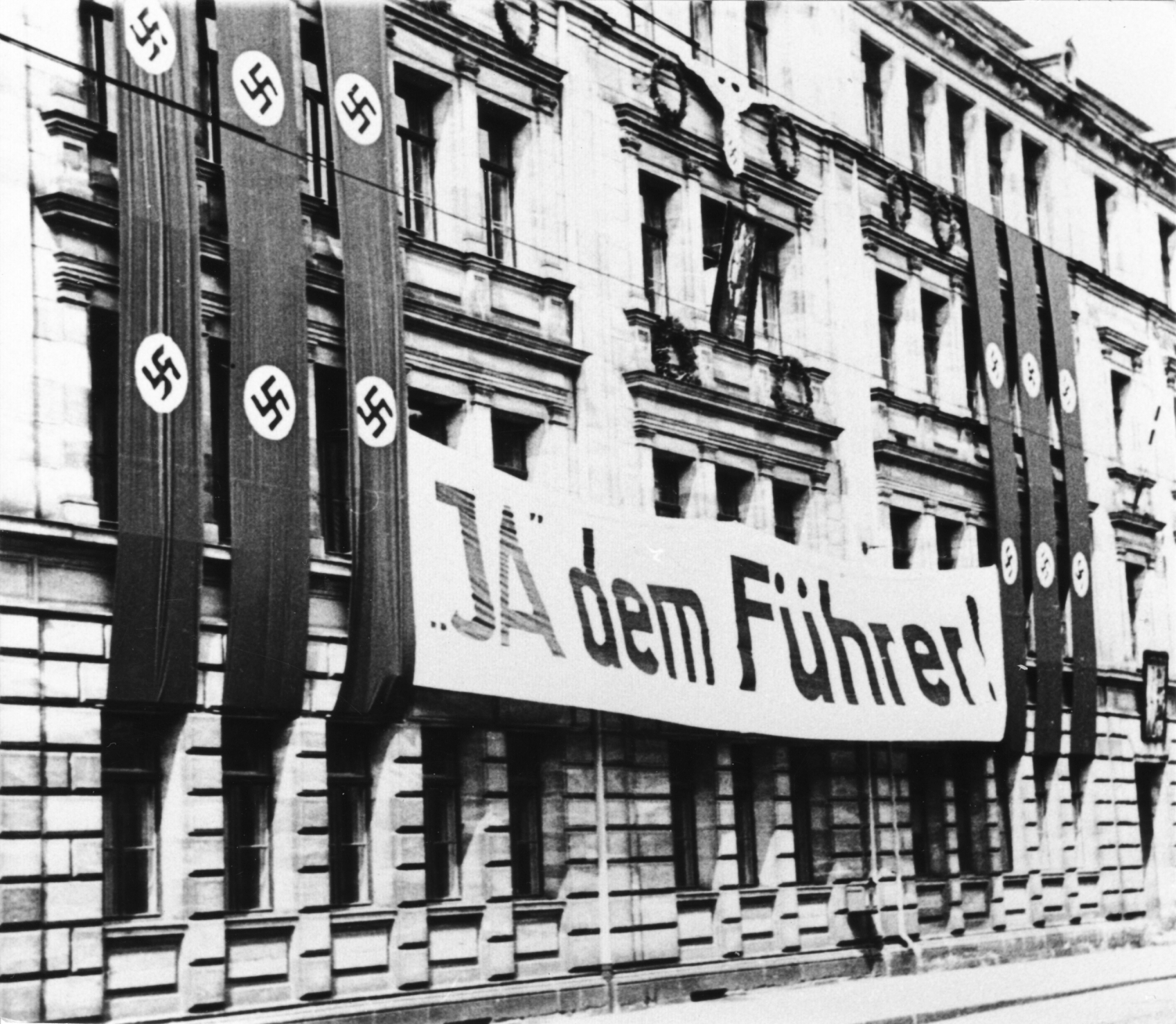
Striscione di propaganda che recita "Sì al Führer!"

Il referendum sul capo di Stato del Reich tedesco si svolse il 19 agosto 1934 in Germania e aveva come oggetto la fusione delle cariche di Cancelliere e Presidente della Repubblica, dopo la morte del Presidente Paul von Hindenburg avvenuta 17 giorni prima. La leadership tedesca voleva così ottenere l'approvazione per la presa del potere supremo da parte di Adolf Hitler. Il referendum fu accompagnato da una diffusa intimidazione dei votanti, e Hitler usò il risultato largamente positivo del voto per rivendicare il supporto del popolo per le sue azioni come leader de facto della Germania e per giustificare il suo nuovo titolo di Führer und Reichskanzler (Führer e Cancelliere).

## Premesse
Il 1º agosto 1934, con la morte di Hindenburg ormai imminente, il Reichstag approvò la Legge sul Capo di Stato del Reich Tedesco, fondendo la figura del capo di Stato (Presidente) e capo del governo (Cancelliere). Immediatamente dopo la morte di Hindenburg, avvenuta il 2 agosto, il Ministro della Difesa, Werner von Blomberg, ordinò a tutti i membri del Reichswehr, le forze armate, di fare un giuramento al Führer.
Quando a maggio il presidente Hindenburg aveva dettato il suo testamento, aveva incluso come suo "ultimo desiderio" che la monarchia degli Hohenzollern venisse restaurata da Hitler. Suo figlio, Oskar von Hindenburg, consegnò il testamento al Vice Cancelliere Franz von Papen, che a sua volta lo diede a Hitler il 14 agosto. Il giorno successivo, il 15 agosto, Hitler lo fece pubblicare, ma senza la menzione dell'ultimo desiderio di Hindenburg.

## Svolgimento del referendum

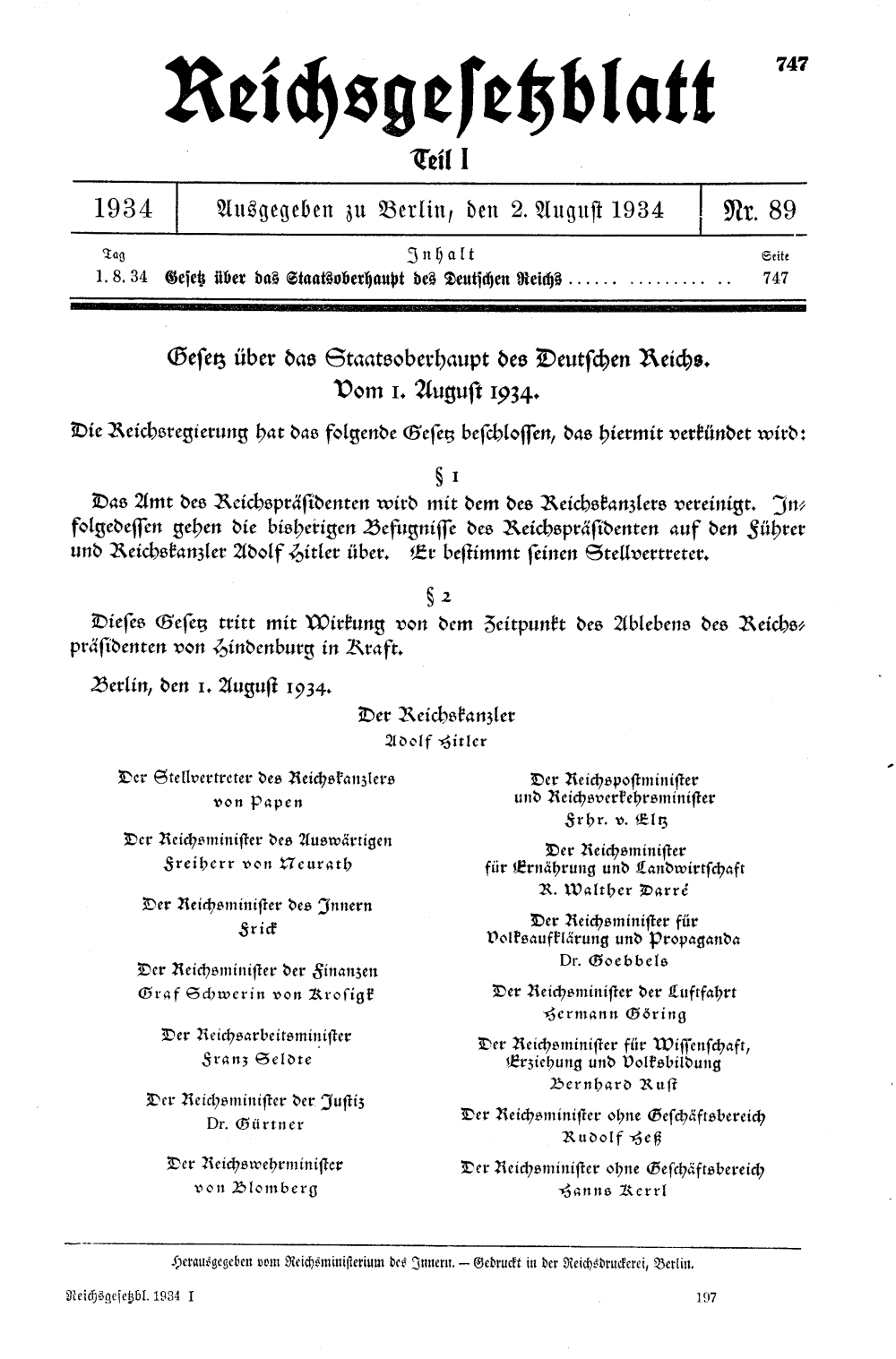
La legge del 1º agosto 1934 sul Capo di Stato del Reich tedesco

La domanda del referendum era così espressa:
Il governo si servì di intimidazioni diffuse e brogli elettorali per assicurarsi un grande risultato per il "Sì". Questi inclusero posizionare le camicie brune ai seggi elettorali e costringere club e società a marciare ai seggi scortati dalle truppe naziste, per poi votare in pubblico. In alcuni seggi furono anche rimosse le cabine elettorali o fuori da esse vennero appesi striscioni che recitavano "solo i traditori entrano qui", per scoraggiare il voto segreto. In aggiunta, molte schede elettorali furono marcate "Sì" prima di essere consegnate e le schede nulle venivano spesso conteggiate come positive. Molti voti "No" furono inoltre registrati in favore del referendum. La portata di queste falsificazioni fu tale che in alcune aree il numero di voti registrati fu maggiore del numero di persone con diritto di voto.
Per contro, i nazisti non si sforzarono per impedire il voto negativo in distretti noti per avere una larga concentrazione di ebrei, polacchi ed altre minoranze etniche. Come nelle elezioni di novembre del 1933, la leadership nazista considerava il previsto risultato sfavorevole in queste aree utile alla propria retorica sulla slealtà di questi "popoli" verso il Reich. Questa fu l'ultima occasione in cui ad ebrei ed altre minoranze fu concesso di esprimere il voto a livello nazionale, prima di essere privati dei diritti di cittadinanza l'anno seguente con le Leggi di Norimberga.
La relativa mancanza di supporto in Amburgo nel 1933 portò Hitler a dichiarare festa nazionale il 17 agosto 1934, così da potersi rivolgere direttamente al popolo tedesco attraverso oltre 4,3 milioni di apparecchi radio.

## Risultati
Il maggiore appoggio alla fusione delle cariche di Presidente e Cancelliere ci fu nella Prussia Orientale, dove i risultati ufficiali furono del 96% di voti a favore. Il sostegno più basso si ebbe invece nei distretti urbani. Il risultato negativo maggiore fu ad Amburgo, dove i "Sì" furono poco meno dell'80%, con il 20,4% di "No". Ad Aquisgrana votò contro il 18,6%. A Berlino il 18,5% di voti complessivi fu negativo, con un 10% minimo di "No" raggiunto in ogni distretto. Nella passata roccaforte comunista di Wedding, i voti negativi raggiunsero il 19,7%. La portata delle intimidazioni influenzò il numero dei "Sì". In generale il consenso, registrato all'84,3%, fu più basso di quello registrato nel referendum per il sostegno del governo svolto il 12 novembre 1933, in cui l'89,9% dell'elettorato si era espresso a favore. Le variazioni regionali, invece, rimasero uguali.
Ci furono alcuni, nella leadership nazista, che rimasero delusi da questi risultati. Ad esempio, Joseph Goebbels descrisse nel suo diario il 22 agosto il referendum come un fallimento: "Risultati iniziali: molto negativi. Poi meglio. Infine più di 38 milioni per il Führer. Mi aspettavo di più. I cattolici hanno deluso Rosenberg!" Secondo lo storico Ian Kershaw, anche tenendo conto dei brogli elettorali, i risultati "riflettevano il fatto che Hitler aveva il supporto, gran parte del quale ferventemente entusiasta, della grande maggioranza del popolo tedesco", almeno in quel periodo.
| Opzioni                      | Voti       | %    |
| ---------------------------- | ---------- | ---- |
| A favore                     | 38.394.848 | 88,1 |
| Contrari                     | 4.300.370  | 9,9  |
| Voti nulli/schede bianche    | 873.668    | 2,0  |
| Totale                       | 43.568.886 | 100  |
| Votanti registrati/affluenza | 45.552.059 | 95,7 |
| Fonte: Nohlen & Stöver       |            |      |